# Offley
Offley – civil parish w Anglii, w hrabstwie Hertfordshire, w dystrykcie North Hertfordshire. Leży 24 km na północny zachód od miasta Hertford i 49 km na północ od centrum Londynu. W 2001 roku civil parish liczyła 1307 mieszkańców.